# Tomasz Narzymski
Tomasz Narzymski herbu Dołęga (zm. przed 11 maja 1576 roku) – kasztelan płocki w 1574 roku, cześnik płocki w 1572 roku.
Sędzia deputat kapturowy województwa płockiego w 1572 roku.